# Luis Alberto Salazar Simpson
Luis Alberto Salazar-Simpson Bos (Madrid, 10 de setembre de 1940) és un empresari i advocat espanyol.

## Biografia
Es va llicenciar en dret per la Universitat autònoma de Madrid, i posteriorment va ampliar els seus estudis en la Universitat de Cambridge.
Amic personal de Adolfo Suárez, durant el procés de la Transició va ocupar destacats càrrecs. Va ser governador civil de Biscaia, i més tard Director general de Seguretat. Els anys que va estar al capdavant de la Direcció general de la Seguretat de l'Estat van coincidir amb els anomenats «anys de plom» de terrorisme d'ETA i la recrudescència dels seus atemptats, que van marcar un punt àlgid en la seva activitat armada amb gairebé dos-cents morts en atemptats.
Posteriorment, es va allunyar de la política i es va centrar més al món dels negocis. Ja en 1977 havia format part de la nova Confederació General Espanyola d'Empresaris (CGEE). Des de llavors ha exercit nombrosos càrrecs com a representant de l'empresariat espanyol. En l'actualitat és president de France Telecom Espanya, així com conseller del Grup Banco Santander (1999-2012). També és membre del Círculo de Empresarios i de la Confederació Empresarial de Madrid (CIEM).

## Família
Salazar-Simpson és cunyat del polític conservador i ex-banquer Rodrigo Rato.